# Los hermanos Barbarroja (película)
Los hermanos Barbarroja (en inglés, Flame of Araby, también conocida como Flame of the Desert ) es una película de aventuras estadounidense en technicolor de 1951 dirigida por Charles Lamont que está protagonizada por Maureen O'Hara y Jeff Chandler. La estrella de cine británica Maxwell Reed hizo su debut en el cine estadounidense en la película. Las locaciones se rodaron en tres lugares de rodaje famosos: Vasquez Rocks, Bronson Canyon y Alabama Hills en Lone Pine, California.

## Argumento
Ambientada en el legendario y medieval Norte de África, el jefe beduino Tamerlín (Jeff Chandler) se ve involucrado en la caza del legendario corcel semental negro Shahzada. Mientras persigue al caballo premiado se cruza en su camino, y rescata, a la princesa tunecina Tanya (Maureen O'Hara), que deseaba capturar igualmente el caballo para competir contra los odiados hermanos Borka (Lon Chaney) y Hakim (Buddy Baer), y así no verse obligada a casarse con uno de ellos. Después de una rivalidad prolongada y mortal, Tamerlín decide unir fuerzas con Tanya para atrapar al semental y, en el proceso, las dos se enamoran.

## Reparto
- Maureen O'Hara como la princesa Tanya
- Jeff Chandler como Tamerlín
- Maxwell Reed como el príncipe Medina
- Lon Chaney Jr. como Borka Barbarroja
- Buddy Baer como Hakim Barbarroja
- Richard Egan como Capitán Fezil
- Dewey Martin como Yak
- Royal Dano como Basora
- Susan Cabot como Clio
- Judith Braun como Calu
- Henry Brandon como Mallik

## Producción
La película se conoció originalmente como Flame of the Desert. Según los informes, Maureen O'Hara pidió a Chandler como su protagonista.

## Recepción de la crítica
TV Guide notaba en la película un "ligero entretenimiento en compañía de la ardiente pelirroja O'Hara, con los malvados hermanos interpretados deliciosamente por Chaney y Baer".